# ارتور ویلسون (ورزشکار)
آرتور ویلسون (انگلیسی: Arthur Wilson; ۲۹ دسامبر ۱۸۸۶ – ۳۱ ژوئیهٔ ۱۹۱۷) بازیکن راگبی ۱۵ نفره اهل پادشاهی متحد بریتانیای کبیر و ایرلند بود.
وی در مسابقات کشوری و بین‌المللی در مجموع برندهٔ ۱ مدال نقره شده‌است.